# Kózkowate

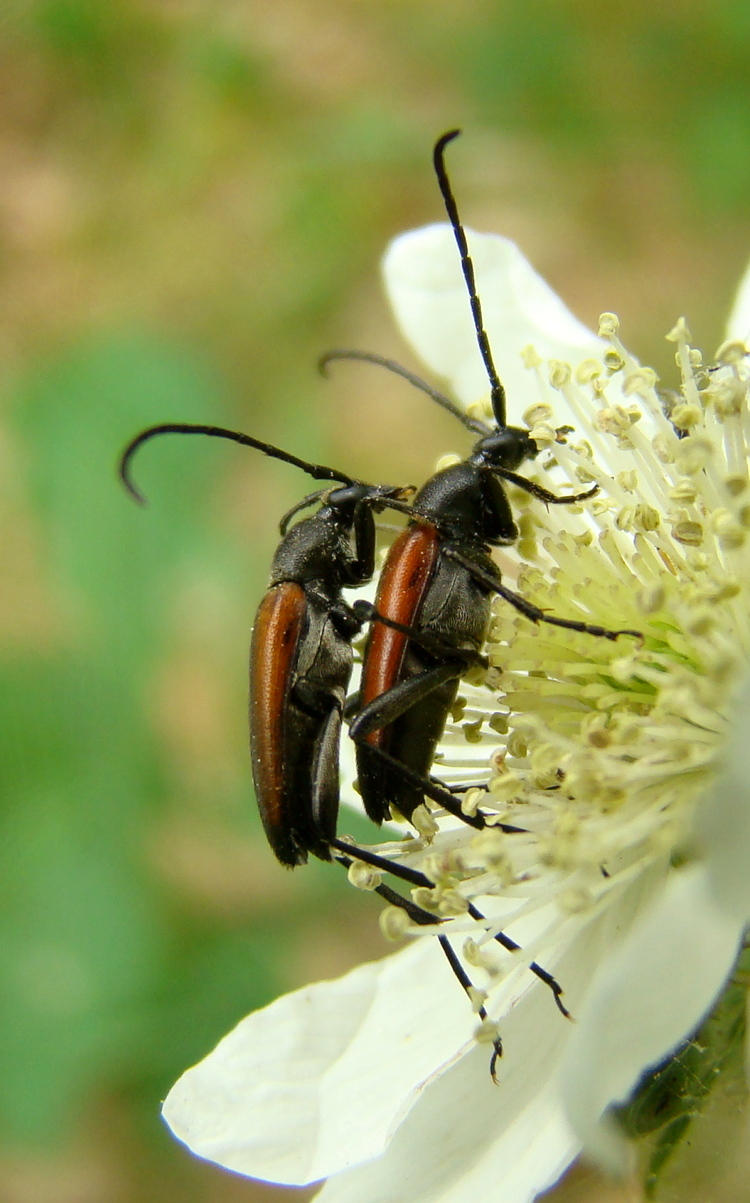
kopulujące strangalie czarniawe

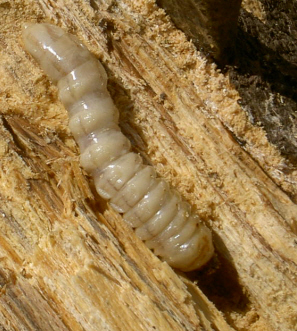
Larwa kózkowatych

Kózkowate (Cerambycidae) – rodzina owadów z rzędu chrząszczy, podrzędu chrząszczy wielożernych. Rodzina obejmuje owady o wydłużonym ciele i charakterystycznych niezwykle długich czułkach, które często sięgają poza odwłok. Do rodziny tej zalicza się ponad 20 tys. gatunków; w Polsce 194.
Kózkowate są roślinożerne, a ich życie i przeobrażenie często związane jest z jakimś konkretnym rodzajem rośliny (często drzewem). Niektóre rozwijają się w drewnie użytkowym i jako takie zaliczane są do szkodników (np. spuszczel pospolity). U trzech gatunków stwierdzono obecność aparatu strydulacyjnego.
Niektóre gatunki objęte są ochroną.

## Występowanie
Występuje głównie w strefie tropikalnej i subtropikalnej.

## Wybrane gatunki polskiej entomofauny
Gwiazdką (*) oznaczono gatunki objęte ochroną gatunkową:
- borodziej próchnik (*)
- cioch wzorzysty
- dąbrowiec samotnik (*)
- gracz borowy (*)
- dyląż garbarz
- kłopotek czarny
- kozioróg bukowiec (*)
- kozioróg dębosz (*)
- nadobnica alpejska (*)
- naśliwiec lilipucik
- rębacz szary
- rzemlik plamisty
- rzemlik topolowiec
- sichrawa karpacka (*)
- tycz mniejszy
- baldurek pstrokaty
- strangalia czarniawa
- taraniec jedwabisty (*)
- taraniec paskowany (*)
- taraniec płowy (*)
- wonnica piżmówka
- zmorsznik białowieski (*)
- zmorsznik olbrzymi (*)
- żerdzianka krawiec
- żerdzianka sosnówka
- żerdzianka szewc